# Partie polityczne Sri Lanki
Partie polityczne Sri Lanki – ugrupowania polityczne funkcjonujące w lankijskim systemie politycznym.
Na Sri Lance występuje system dwupartyjny, w którym dominują ugrupowaniamia będące szerokimi sojuszami politycznymi:
- Partia Wolności Sri Lanki (Sri Lanka Nidahas Pakshaya) – partia centrolewicowa (założona w 1951)
- Zjednoczona Partia Narodowa (Eksath Jathika Pakshaya) – partia liberalno-konserwatywna (założona w 1946).

W drugiej dekadzie XXI wieku w kraju zarejestrowanych było ponad 60 partii politycznych.